# Censo de Canadá de 2011
El Censo de Canadá 2011 es una enumeración detallada de la población canadiense realizada a partir del 10 de mayo de 2011 por el Gobierno de Canadá y por el departamento de estadística de Canadá. El cuestionario de censo era de carácter obligatorio para todos los canadienses, y los que no lo completaban podían enfrentar sanciones que iban desde multas hasta penas de cárcel.

## Forma de realización
Estadísticas de Canadá, una agencia federal del gobierno de Canadá, realiza un censo cada cinco años. El del año 2011, consistía en un breve cuestionario de censo obligatorio. El paquete de preguntas traía, por primera vez, una Encuesta Nacional de Hogares (National Household Survey - NHS), además de una encuesta voluntaria que reemplazaba al tradicional cuestionario largo de censo, cuya forma era obligatoria. Esta sustitución generó gran controversia a nivel nacional.

## Estadísticas del censo
El Censo 2011 es el décimo quinto censo que se realiza cada diez años, en conformidad con el artículo 8 de la Ley constitucional de 1867 de Canadá. Al igual que con otros censos decenales, los datos fueron utilizados para ajustar los límites de los distritos electorales federales. La tasa de participación fue del 98,1% de la población, aumentando en comparación con la tasa porcentual de 96,5% en el Censo de 2006. Ontario y la Isla del Príncipe Eduardo tuvieron cada uno la mayor tasa de respuesta con el 98,3%, mientras que Nunavut tuvo la menor tasa de respuesta con el 92,7%.